# Altailök
Altailök eller altajlök (Allium hymenorhizum) är en växtart i släktet lökar och familjen amaryllisväxter. Arten beskrevs först av Carl Friedrich von Ledebour.

## Utbredning
Altailöken växer vilt från östra delen av europeiska Ryssland till västra Mongoliet. Den förekommer tillfälligt i Sverige, men reproducerar sig inte.

## Underarter
Arten delas in i följande underarter:
- A. h. dentatum
- A. h. hymenorhizum